# Hedysarum daraut-kurganicum
Hedysarum daraut-kurganicum är en ärtväxtart som beskrevs av Sultanova. Hedysarum daraut-kurganicum ingår i släktet buskväpplingar, och familjen ärtväxter. Inga underarter finns listade i Catalogue of Life.